# Ionactis linariifolia
Aster à feuilles de linaire
Espèce
Classification phylogénétique
L’Aster à feuilles de linaire, Ionactis linariifolia, est une espèce de plantes à fleurs de la famille des Astéracées.